# Agapeta
Genre
Agapeta est un genre de lépidoptères (papillons) de la famille des Tortricidae.

## Liste d'espèces
Selon Fauna Europaea (7 mai 2013) :
- Agapeta angelana (Kennel, 1919)
- Agapeta hamana (Linnaeus, 1758)
- Agapeta largana (Rebel, 1906)
- Agapeta zoegana (Linnaeus, 1767)